# Севан
Језеро Севан (јерм. Սևանա լիճ) је највеће слатководно језеро Јерменије, највеће језеро на Кавказу, и са висином од око 1900 метара надморске висине једно од највиших језера на свету. Заједно са језерима Ван и Урмија представља једно од три велика језера историјске Јерменије. Површина му је 1260 km² и дубоко је до 83 метра. Има 28 притока и само једну отоку, Храздан, која је каналима спојена са Араксом.
Велики пројекат делимичног исушивања језера започеле су совјетске власти 1933, по плановима из 1910. Ниво језера је снижен за 19 метара, што је смањило запремину језера са 58,5 милијарди кубних метара на око 34,0 милијарде, а површину са 1.416,2 km² на 1.238,1 km². Овај пројекат је обустаљен 1956. Власти су од тада изградњом тунела за довод воде покушавале да стабилизују ниво језера који је данас 20 метара испод првобитног нивоа.

## Настанак
Ово језеро је по настанку тектонско. Вулканска активност Гегамских планина формирала је басен када је лава затворила ток реке Храздан. Касније се вода растопљеног леда и речне воде накупила у басену и створила језеро. Истраживања су показала да је оно релативно младо. Прво је формиран Мали, а затим Велики Севан.

## Име језера
Дуго се мислило да назив језера потиче од цркве Севанаванк, међутим, било је јасно да је име Севан било у употреби пре него што је црква изграђена. Језеро се најпре звало Суиниа или Тсуиниа, још из времена Урартског царства(8. век п.н.е). Простор око језера се звао провинција Тсовазард. Ово име представља комбинацију две јерменске речи тсов- море и азард- бисер или благо, засновано на сликовитим и живописним пејзажима басена. У прошлости језеро је називано и Гегамским морем и именом Лакнитис.

## Опште карактеристике
Језеро се налази у провинцији Гехаркуник, највећем региону Јерменије, и једино се класификује као велико у држави. Удаљено је од Јеревана 60 километара. Окружено је многим планинама као што су, Вардени, Арегуни, Памбак, Гегамске и Севанске планине. Језеро је подељено на Мали и Велики Севан.
Просечна дубина мањег дела језера је 50 метара, а већег 37 метара. Највећа дубина пре смањења нивоа језера је износила 99 метара. Његова вода је кристална и хладна. Севанско полуострво, које је некад било острво, познато је по храмовима и хачкарима.

### Басен
Басен језера Севан је троугластог облика, налази се између поменутих планина и формира слив језера. Планински венци у околини имају висину од 2.200 до 3.800 метара, док део изнад језера износи од 300 до 1.800 метара. У близини истоименог града из језера отиче река Храздан. Басен се одликује минералним изворима, природним и културним лепотама и знаменитостима, као и свежим ваздухом.

### Клима
Над басеном језера Севан влада континентална, степско-планинска клима, са хладним и снежним зимама и топлим и сунчаним летима. Пролеће и јесен су кратки. Током дана су могуће значајне варијације температуре, понекад праћене јаким ветром. Различити делови језера имају различите климатске услове. 
Средња температура воде на површини у јулу и августу износи 19-20 °C, а максимална температура која је икад измерена износила је 24 степена. Зими се површина делимично замрзава, ретко када у потпуности. Просек годишњих падавина износи 500-600 мм.

## Национални парк
Национални парк Севан обухвата језеро и његову околину и постоји од 1978. Циљ парка је очување екосистема високопланинског језера. Овде живе ендемске врсте рибе, разноврсни биљни и животињски свет. Три ендемске врсте риба којима је ово језеро станиште су севанска пастрмка( salmo ischchan) и две врсте шарана( capoeta capoeta sevangi, barbus goktschaicus).
Што се тиче птица овде бораве јерменски галебови који представљају ендемску врсту и водене птице селице.Овде живи и 336 врста кичмењака. У овом националном парку постоји 1145 врста  васкуларних биљака од којих 3 ендемске врсте Јерменије и 5 Севана.
Чак 267 врста печурака расте у басену језера Севан, а њих 100 је јестиво. Простор који заузима парк је 147.300 хектара, од чега је 22.600 копнена територија.

## Људски утицаји на језеро
Совјетски планери желећи да наводњавају реку Храздан и направе шест хидроелектрана на овој реци, смањили су ниво воде у језеру. То је узроковало појаву утврђења, кућа и других материјалних извора старих 2000 година. Међутим, прекомерни риболов и одлагање отпадних вода, довело је језеро на ивицу еколошке пропасти. Људска делатност у неколико деценија је пореметила равнотежу 100.000 година екосистема језера.
Крајем седамдесетих година прошлог века, изграђен је 49 километара дуг тунел Арпа- Севан, за преусмеравање воде из реке Арпе. Направљен је тунел Воротан- Арпа од 21 километар, чија одлука о изградњи је донета 1981, али је он завршен тек 2004. године. Ниво воде у језеру је порастао због оваквог начина преусмеравања воде из река. Мећутим, од 2012. године је ниво воде у четири наврата поново пао. Разлог у томе је што превише воде из језера се користи за наводњавање, што доводи до појаве алги које су прекриле готово половину језера.

## Туризам
Језеро Севан има велики туристички потенцијал, који је почео да се развија претежно у последњих неколико деценија. Најчешћи страни туристи су Руси. На полуострву Севан смештене су плаже. Један од најпосећенијих манастирских комплекса у Јерменији је манастир Севанаванк из 9. века.
Постоји потенцијал за развој бањског туризма, због присуства извора минералних вода богатих угљеном киселином. У околини језера могуће су геоеколошке, археолошке, архитектонске, етнографске и друге туре, као и посматрање биљног и животињског света. У близини се налази село Лчашен које датира из бронзаног доба.
Дан језера Севан се обележава сваке последње недеље у августу. Занимљивост је да овде раде Федерација професионалног једрења на дасци и картинга Јерменије.